# 牧野紗弥
牧野 紗弥（まきの さや、1984年2月9日 - ）は、日本のファッションモデル。愛知県出身。オスカープロモーションを経てHONESTに所属。

## 略歴
1997年の「第7回全日本国民的美少女コンテスト」本戦出場をきっかけにオスカープロモーションと契約し芸能活動を開始。中学2年の時であった。
2006年、昭和シェル石油の第4代目イメージパーソナリティに就任し、3年間活動。また、名古屋の住宅メーカー丸美産業のイメージガール「まるみちゃん」として同社のCMに長年出演しており、東海地方ではお馴染みの顔である。
2009年に結婚。2010年3月9日に第1子女児、2011年10月3日に第2子男児、2015年5月15日に第3子男児を出産した。
2021年5月31日をもって23年間所属したオスカープロモーションを退所。同年8月、HONESTに移籍したことが発表された。

## 人物
- 特技は英会話（英検2級・TOEIC 770点）。
- 名古屋外国語大学国際経営学部卒業[3]。アメリカへ1年間の留学経験あり。
- 姉がおり[6][8]、中学、高校は姉妹揃って地元の進学校である、滝中学校・高等学校に通う(姉は大学卒業後母校の教師として勤務)。
- 初代昭和シェル石油イメージパーソナリティの池上真麻[9]や、佐藤弥生[10]、佐藤純[11]、小林明美[12]と仲が良い。
- 現在の戸籍上の本名は非公開だが、「牧野」姓が結婚前の名字であることを『朝日新聞』（2021年1月24日付）で明かしている。同記事ではペーパー離婚を検討していることも語っており、文春オンラインのインタビューでは、以下のように事情を説明している[1][13]。

## 出演

### CM
- 丸美産業
- NTTDoCoMoインフォマーシャル『CANDY HEART』(2006年、BS-i『ケータイ刑事 銭形雷』内でオンエア) - 2代目キャンディハート役
- 花王 ヘルシア『ヘルシアウォーター』（2007年）

### ドラマ
- GIRLFRIENDS presented by 明治製菓（2007年4月 - 、フジテレビ721・739）中村ハルヒ役

### ラジオ
- TOKYO AFTER6 『Luxe Marunouchi（リュクス丸の内）』(2007年4月 - 、Suono Dolce)月曜日レギュラー
- 『ドライヴ・ア・ラ・カルト』　ラジオ日本

### その他
- 昭和シェル石油イメージパーソナリティ(2006年)[3]
- 雑誌『VERY』(光文社)
- 雑誌『LEE』（集英社）
- 雑誌『Domani』（小学館）